# Koga Cycling Team

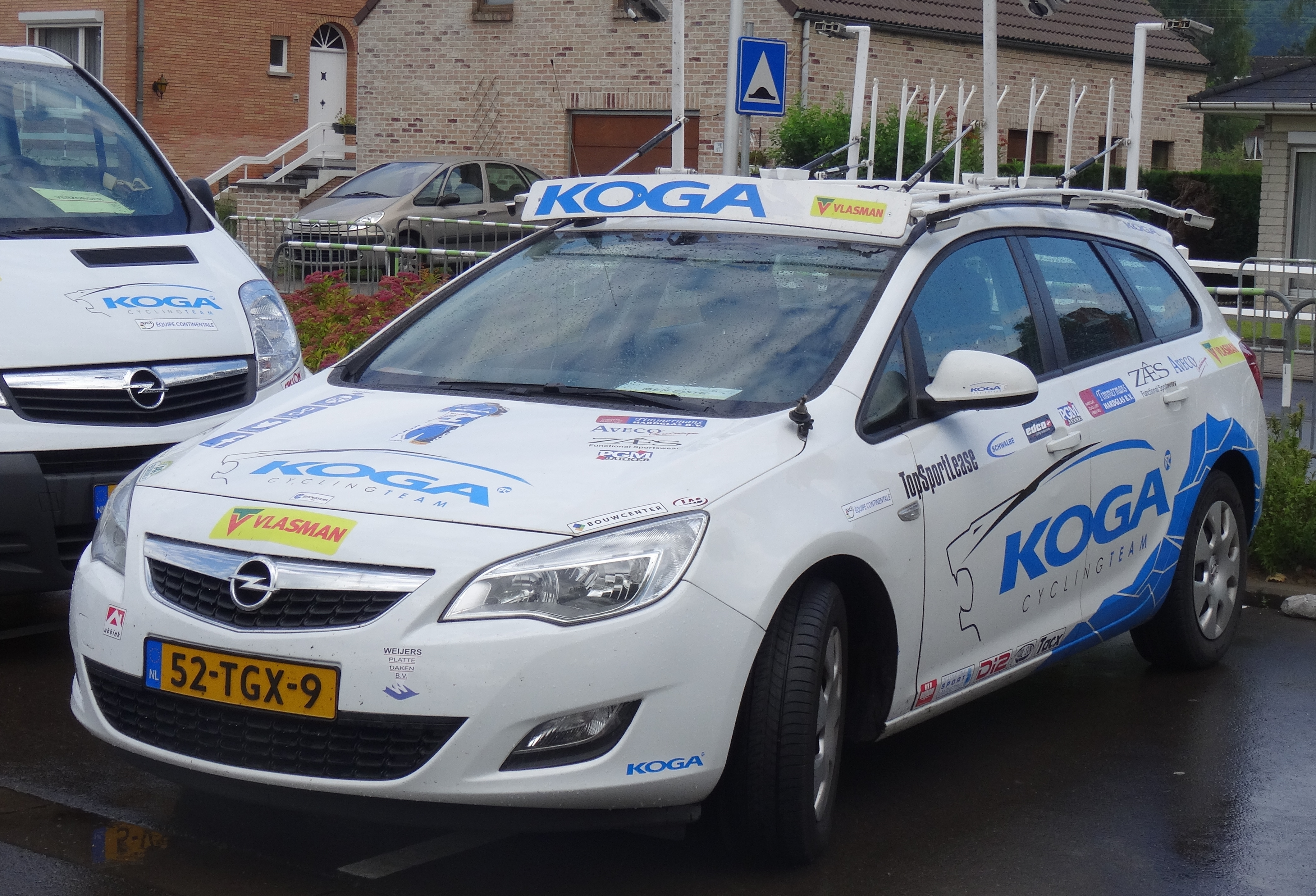
Cotxe de l'equip al 2014

El Koga Cycling Team (codi UCI: KOG), conegut anteriorment com a Axa o Ubbink, va ser un equip ciclista neerlandès professional en ruta, que va tenir categoria Continental.

## Principals resultats
- Beverbeek Classic: Marcel Luppes (1999), Mark Vlijm (2003)
- Omloop der Kempen: Anthony Theus (2000), Mark Vlijm (2002), Alain van Katwijk (2003), Niki Terpstra (2005)
- PWZ Zuidenveld Tour: Edwin Dunning (2001), Pascal Hermes (2003), Peter van Agtmaal (2004), Wim Stroetinga (2014)
- Tour de Faso: Joost Legtenberg (2001)
- Ster van Zwolle: Mark Vlijm (2003), Marvin van der Pluijm (2006), Dennis Smit (2007), Robin Chaigneau (2012)
- Tour d'Overijssel: Alain van Katwijk (2003), Jens Mouris (2004)
- Ronda van Midden-Nederland: Peter Möhlmann (2005), Niki Terpstra (2006), Wim Stroetinga (2011, 2014)
- Arnhem Veenendaal Classic: Paul van Schalen (2005)
- Volta a Holanda del Nord: Paul van Schalen (2005)
- OZ Wielerweekend: Niki Terpstra (2006)
- Volta a Limburg: Wim Botman (2007), Bart van Haaren (2012)
- Baronie Breda Classic: Rene Hooghiemster (2011)
- Premi Nacional de Clausura: Wim Stroetinga (2012)

## Classificacions UCI

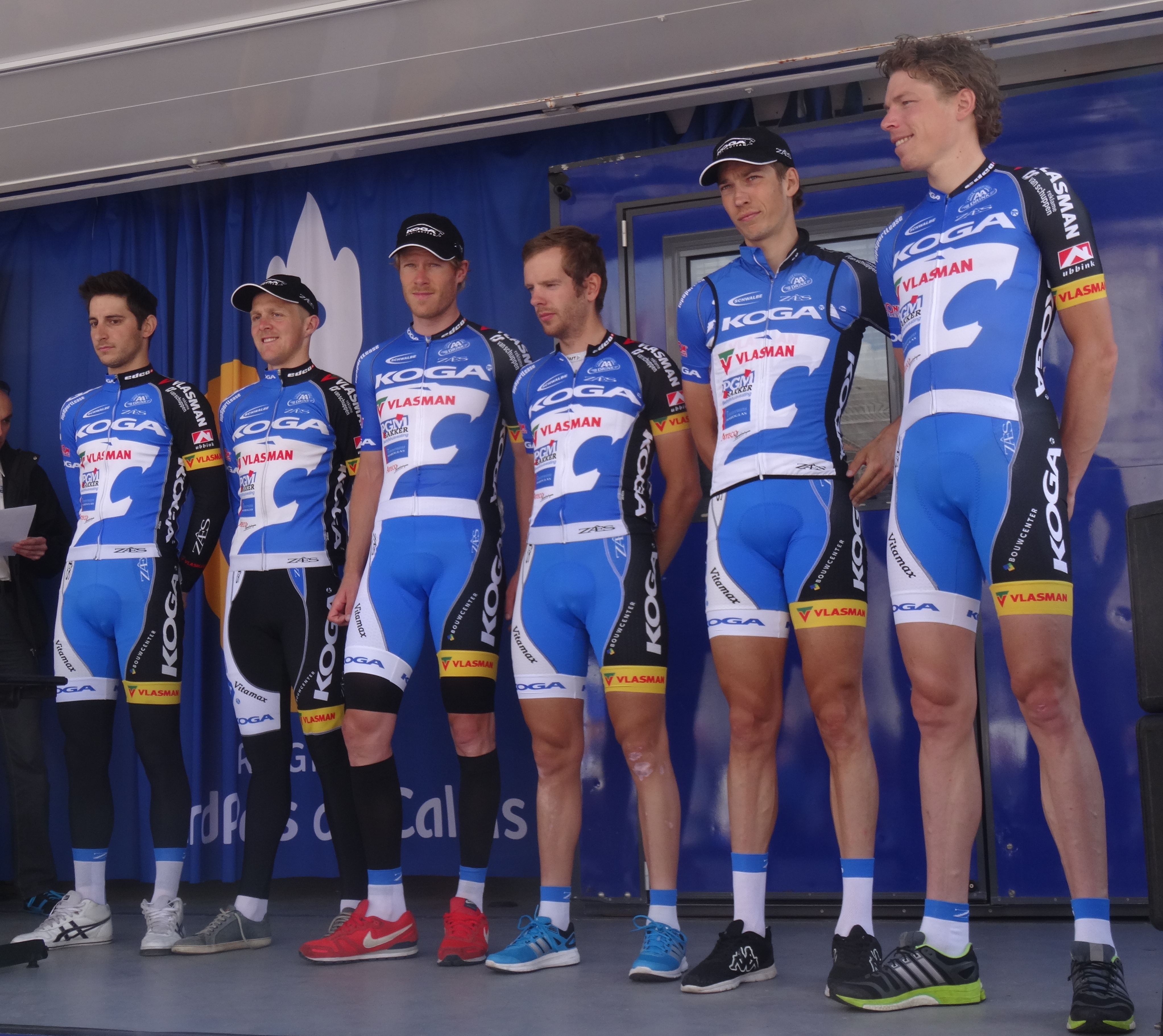
L'equip al 2014

Fins al 1998 els equips ciclistes es trobaven classificats dins l'UCI en una única categoria. El 1999 la classificació UCI per equips es dividí entre GSI, GSII i GSIII. D'acord amb aquesta classificació els Grups Esportius I són la primera categoria dels equips ciclistes professionals. La següent classificació estableix la posició de l'equip en finalitzar la temporada.
| Temporada | Classificació per equips | Millor ciclista en la classificació individual |
| --------- | ------------------------ | ---------------------------------------------- |
| 1999      | 12è (GSIII)              | John Den Braber (926è)                         |
| 2000      | 6è (GSIII)               | John Den Braber (652è)                         |
| 2001      | 3r (GSIII)               | Joost Legtenberg (556è)                        |
| 2002      | 2n (GSIII)               | Mark Vlijm (328è)                              |
| 2003      | 11è (GSIII)              | Paul van Schalen (401è)                        |
| 2004      | 24è (GSIII)              | Arthur Farenhout (782è)                        |

A partir del 2005, l'equip participa en els Circuits continentals de ciclisme.
UCI Àfrica Tour
| Temporada | Classificació per equips | Millor ciclista en la classificació individual |
| --------- | ------------------------ | ---------------------------------------------- |
| 2012      | 20è                      | Bouke Kuiper (109è)                            |

UCI Àsia Tour
| Temporada | Classificació per equips | Millor ciclista en la classificació individual |
| --------- | ------------------------ | ---------------------------------------------- |
| 2005      | 25è                      | Peter van Agtmaal (66è)                        |
| 2012      | 56è                      | Wim Botman (178è)                              |

UCI Europa Tour
| Temporada | Classificació per equips | Millor ciclista en la classificació individual |
| --------- | ------------------------ | ---------------------------------------------- |
| 2005      | 39è                      | Paul van Schalen (48è)                         |
| 2006      | 64è                      | Niki Terpstra (87è)                            |
| 2007      | 73è                      | Paul van Schalen (208è)                        |
| 2012      | 52è                      | Wim Stroetinga (113è)                          |
| 2013      | 76è                      | Wim Stroetinga (418è)                          |
| 2014      | 56è                      | Wim Stroetinga (74è)                           |